# Cremolobus stenophyllus
Cremolobus stenophyllus är en korsblommig växtart som beskrevs av Reinhold Conrad Muschler. Cremolobus stenophyllus ingår i släktet Cremolobus, och familjen korsblommiga växter. Inga underarter finns listade i Catalogue of Life.